# Аста Сигурдардоттир
Аста Сигурдардоттир (1 апреля 1930 — 21 декабря 1971) — исландская писательница, художница, светская львица и модель XX века.

## Биография
Впервые прославилась в 1951 году, когда её короткое произведение было опубликовано в журнале. Была очень красивой женщиной. При жизни отношение к ней публики было противоречивым, основное признание последовало уже после смерти. Страдала депрессией и алкоголизмом. Попытка вести жизнь честной домохозяйки провалилась. Вела богемный образ жизни. Покончила с собой.
В 1985 свет увидела одна из последних коротких историй писательницы.

## Личная жизнь
Имела пятерых (по другим данным, шестерых) детей от двух браков, в которых состояла. Йон Дади Бодварсон, игрок исландской национальной сборной по футболу, является внуком Асты.